# Leszek Stafiej
Leszek Stafiej (ur. 22 maja 1950) – dziennikarz, tłumacz literatury angielskiej, przedsiębiorca.

## Życiorys
Publicysta marketingowy (m.in. od 1999 cykl felietonów Gwoździem w mózg w miesięczniku Brief). Pionier reklamy, juror konkursów i festiwali reklamowych, współzałożyciel i były wieloletni wiceprezes Międzynarodowego Stowarzyszenia Reklamy (IAA) w Polsce, współzałożyciel i pierwszy wiceprezes Radia ZET i Radia BRW,  Studia 1. 
Pomysłodawca i współautor teleturniejów Miliard w rozumie, Kochamy polskie seriale, Kochamy polskie komedie. Jeden z współtwórców stowarzyszenia Inicjatywa Firm Rodzinnych. Członek komisji konkursowej POPAI Poland Awards - konkursu organizowanego przez polski oddział POPAI. Przewodniczący komisji konkursowej Crackfilm Festiwalu Komunikacji Marketingowej.
Tłumacz  m.in. Williama Goldinga, Raymonda Chandlera i Francisa Scotta Fitzgeralda.  

## Publikacje
- Gwoździem w mózg. Felietony marketingowe, Wydawnictwo Słowa i Myśli, Lublin 2016, ISBN 978-83-63566-83-8